# Astrologischer Zwilling

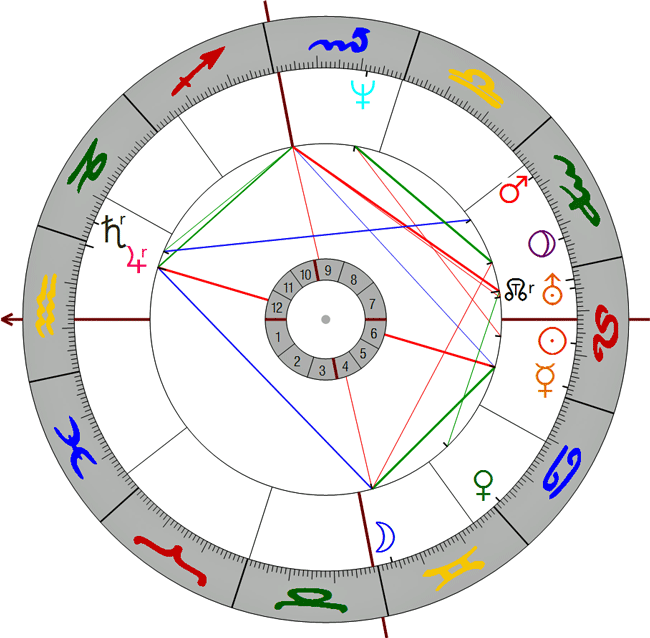
Ein modernes Horoskop: Geburtshoroskop von Barack Obama

Als astrologische Zwillinge bezeichnet man in der Astrologie zwei Menschen, die zum selben Zeitpunkt geboren wurden.
Der Geburtszeitpunkt ist nach Auffassung von nahezu allen Astrologen für den „Lebensplan“ (Anlagen, Chancen, Charakter, Schicksal) der betroffenen Person von entscheidender Bedeutung. Nach ihrem Mythos wird der neu geborene Mensch einem Energiefeld ausgesetzt, das ihm seinen „Lebensplan“ vorgibt. Personen mit demselben Geburtszeitpunkt sollten daher in der Konklusion den gleichen Lebensplan, also gleiche Anlagen, gleiche Chancen, gleichen Charakter und das gleiche Schicksal erfahren.
Astrologische Zwillinge – in der angelsächsischen Literatur als astro-twins oder time twins bezeichnet – sind nach Auffassung der Kritiker der Astrologie der definitive Test für die Fähigkeiten der Astrologie, da dabei mögliche Fehler oder Unsicherheiten bei der Interpretation der Planetenkonstellationen – also des Horoskopes – vermieden werden.

## Definition
Es gibt keine einheitliche Definition von astrologischen Zwillingen. Die Spanne reicht von „an einem Tag an einem beliebigen Ort“ bis zu „innerhalb von 5 Minuten am selben Ort“. Der Astrologe John Addey, der 1967 eine sehr umfangreiche Studie über astrologische Zwillinge anfertigte, geht davon aus, dass wirklich außergewöhnliche Ähnlichkeiten in Lebensweg und Wesensart nur bei solchen Personen zu finden sei, die nahezu zur gleichen Zeit [innerhalb weniger Minuten] und an der gleichen Lokalität geboren seien. Dennoch hält er die Tendenz zu Ähnlichkeiten, die bei einer Geburt am gleichen Tag auftreten, für signifikant genug näher untersucht zu werden.

## Die Häufigkeit astrologischer Zwillinge
Die statistische Häufigkeit von astrologischen Zwillingen ist hoch. Die Verteilung der Geburtsdaten in großen Populationen folgt einer Poisson-Verteilung. Mathematisch leitet sich daraus ab, dass in einer Stadt mit 1 Million Einwohnern etwa 4000 astrologische Zwillingspaare pro Jahr in einem Zeitintervall von fünf Minuten und weniger geboren werden. Bei 10 Millionen Einwohnern steigt die Zahl auf 100.000 an. Die gleiche Zahl an astrologischen Zwillingspaaren wird in einer Stadt mit 1 Million Einwohnern erreicht, wenn das Zeitintervall auf 60 Minuten und kleiner erweitert wird.

## Geschichte

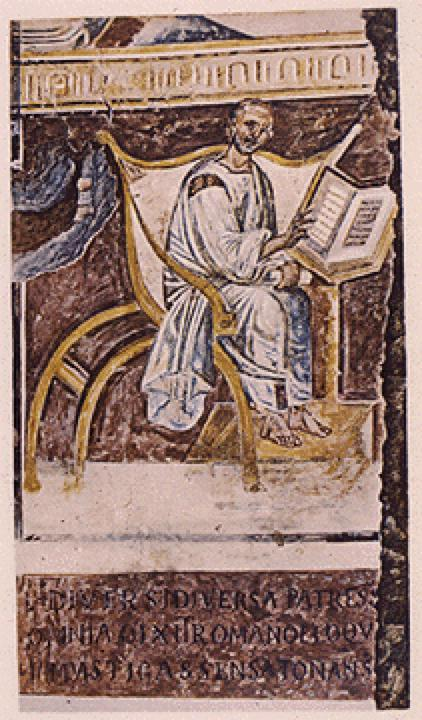
Augustinus von Hippo

Augustinus von Hippo (354–430) äußert sich in seiner in den Jahren 413 bis 426 verfassten Schrift De civitate Dei (Vom Gottesstaat) im 5. Buch, Kapitel 2, über astrologische Zwillinge (ein Auszug daraus):

“Quod enim conantur efficere de intervallo exiguo temporis, quod inter se gemini dum nascerentur habuerunt, propter caeli particulam, ubi ponitur horae notatio, quem horoscopum vocant, aut non tantum valet, quanta invenitur in geminorum voluntatibus actibus moribus casibusque diversitas, aut plus etiam valet, quam est geminorum vel humilitas generis eadem vel nobilitas, cuius maximam diversitatem nonnisi in hora, qua quisque nascitur, ponunt. Ac per hoc si tam celeriter alter post alterum nascitur, ut eadem pars horoscopi maneat, paria cuncta quaero, quae in nullis possunt geminis inveniri; si autem sequentis tarditas horoscopum mutat, parentes diversos quaero, quos gemini habere non possunt.”

„Denn die zwischen der Geburt von Zwillingen verlaufende kurze Spanne Zeit, die herhalten muß wegen des Teilchens am Himmel, wo die Stunde einzutragen ist, was man Stellung des Horoskops nennt, macht entweder nicht soviel aus, daß sie die bedeutende Verschiedenheit zu erklären vermöchte, die sich im Wollen, Handeln, Gebaren und im Schicksal von Zwillingen findet, oder aber sie macht sogar mehr aus, als daß sie den gleichen Geburtsstand von Zwillingen zu erklären vermöchte, da man ja den gewaltigen Unterschied zwischen niederer und vornehmer Abkunft, der sich bei Zwillingen nicht findet, ausschließlich auf die astrologische Stunde der Geburt zurückführt. Und demnach müßten Zwillinge, wenn sie so rasch nacheinander zur Welt kommen, daß das Horoskop in der gleichen Stellung bleibt, in allem einander gleich sein, was doch niemals der Fall ist; oder sie müßten, wenn sich die Ankunft des einen so sehr verzögert, daß sich unterdessen das Horoskop ändert, verschiedene Eltern haben, was dem Begriff „Zwillinge“ widerstreitet.“

Für Kritiker der Astrologie sind Augustinus’ Argumente auch über 1500 Jahre später immer noch valide.

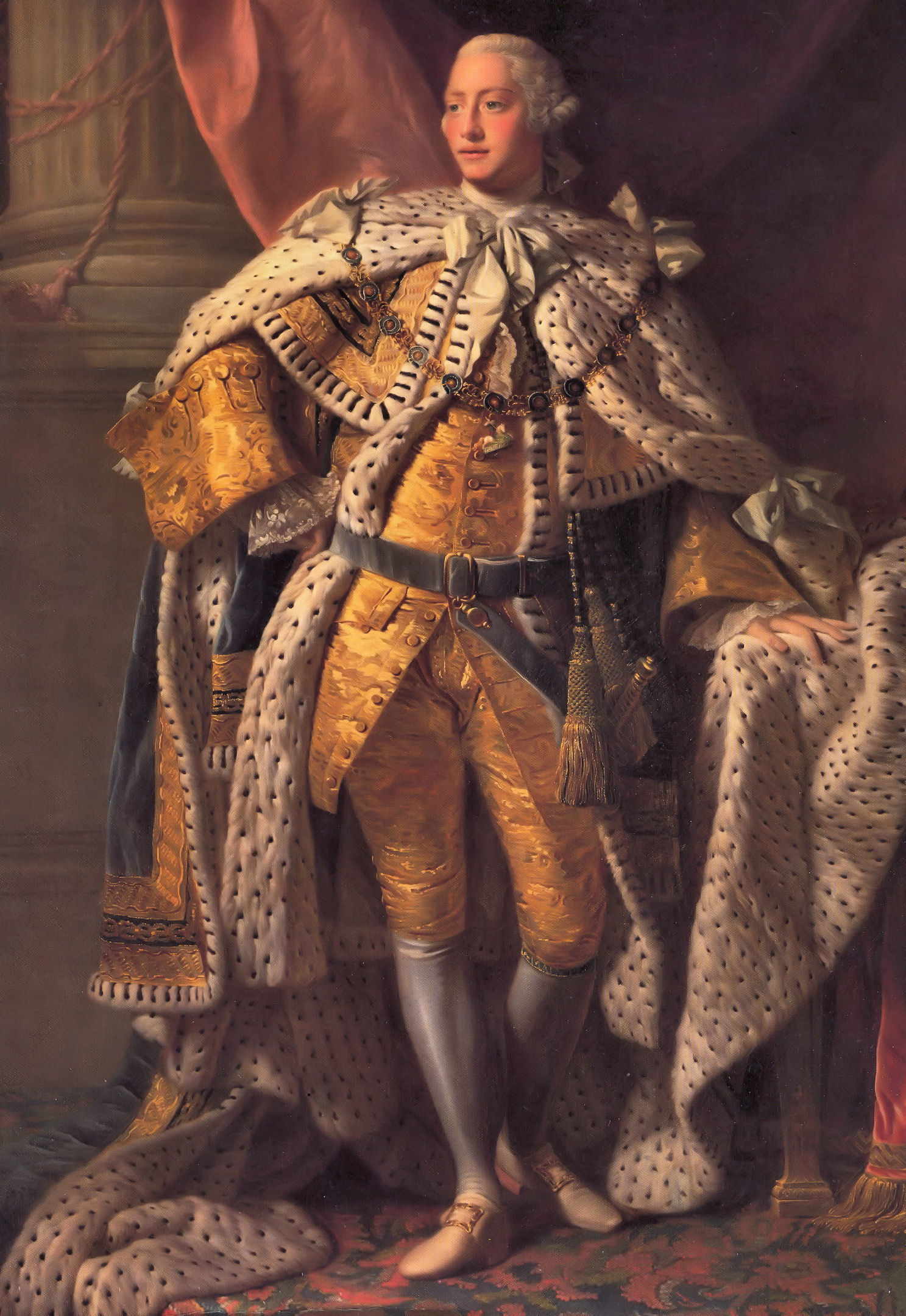
König Georg III.

Die historisch gesehen bekanntesten astrologischen Zwillinge sind der wohlhabende Eisenwarenhändler Samuel Hemmings und Georg III., König von Großbritannien. Über beide wurde berichtet, dass sie dieselbe Geburts- und Todesstunde gehabt hätten. Auch hätte es eine Vielzahl weiterer Parallelen, wie beispielsweise die Heirat am selben Tag, gegeben.
Eine genauere Untersuchung der zeitgenössischen Dokumente konnte allerdings nur den zeitgleichen Tod der beiden bestätigen.

## Astrologische Zwillinge in der Literatur

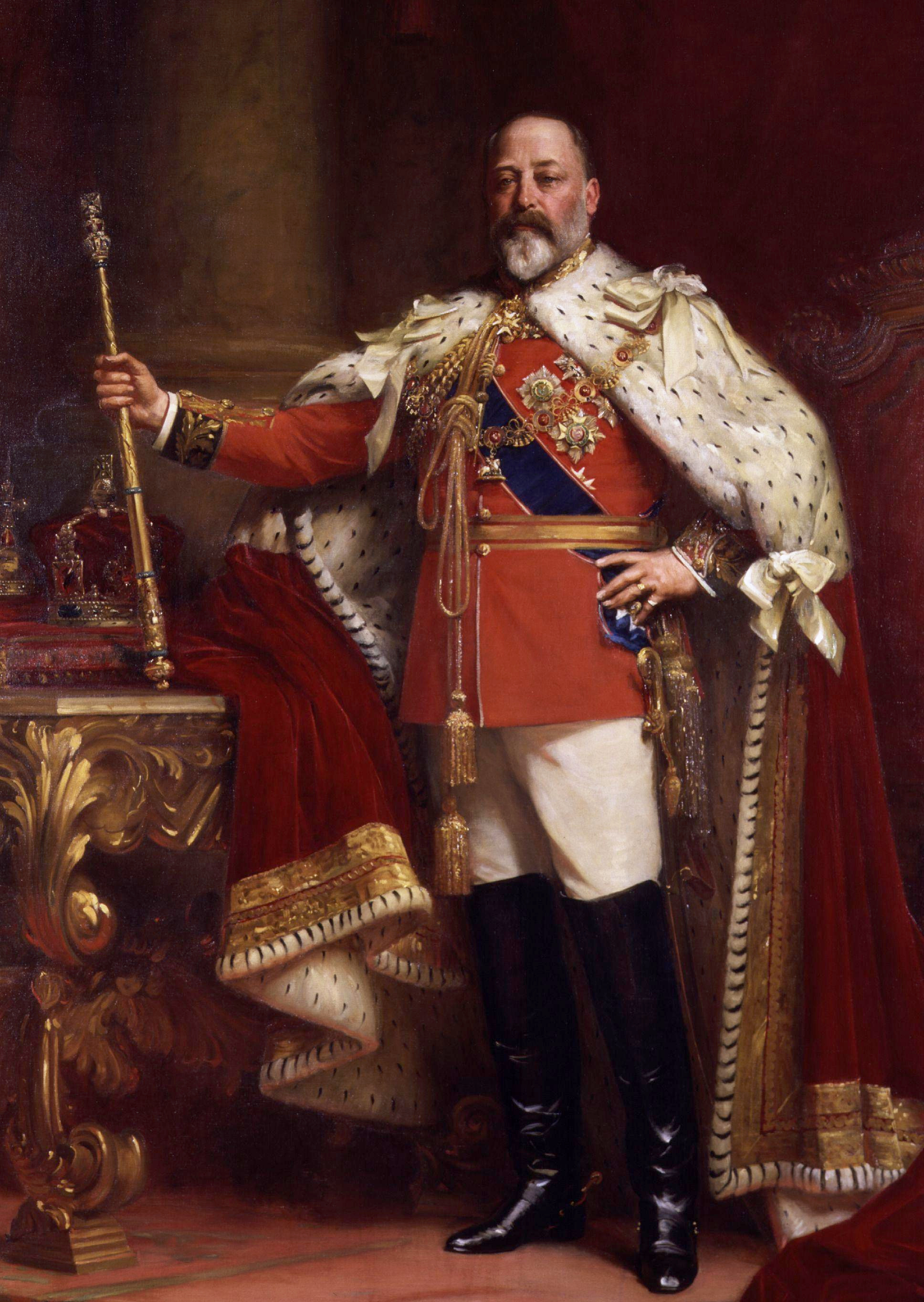
König Eduard VII.

Erich Kästner beschreibt in seinem Roman Das doppelte Lottchen (1949) im ersten Kapitel das astrologische Zwillingspaar König Eduard VII. und seinen Doppelgänger, einen Schneider.